# Lizozim
Lizozim je enzim koji je poznat i kao "antibiotik tijela" jer ubija razne bakterije. Nalazi se u mnogim dijelovima tijela i suzama. Ovaj protein prisutan je u citoplazmatskim granulama polimorfonuklearnih neutrofila (PMN) i izlučuje se pomoću suza i sline. Lizozim djeluje napadajući peptidoglikan, komponentu prokariotske stanične stijenke, i to hidrolizom veze između N-acetilmuramične kiseline i N-acetilglukozamina.
Nivoi lizozima u krvi rastu u sarkoidozi. 
U nekim slučajevima nasljedne amiloidoze dolazi do mutiranja gena lizozima, što dovodi do njegovog nakupljanja u tkivima. 
Alexander Fleming (1881-1955), otkrivač penicilina, opisao je lizozim 1922.